# Garcinia plena
Garcinia plena là một loài thực vật có hoa trong họ Bứa. Loài này được Craib mô tả khoa học đầu tiên năm 1924.